# Ferrals-les-Montagnes
Ferrals-les-Montagnes is een gemeente in het Franse departement Hérault (regio Occitanie) en telt 161 inwoners (2004). De plaats maakt deel uit van het arrondissement Béziers.

## Geografie
De oppervlakte van Ferrals-les-Montagnes bedraagt 28,0 km², de bevolkingsdichtheid is 5,8 inwoners per km².
De onderstaande kaart toont de ligging van Ferrals-les-Montagnes met de belangrijkste infrastructuur en aangrenzende gemeenten.

## Demografie
Onderstaande figuur toont het verloop van het inwonertal (bron: INSEE-tellingen).